# 神戸市立諏訪山小学校
神戸市立諏訪山小学校（こうべしりつ すわやましょうがっこう）は、かつて兵庫県神戸市中央区中山手通4丁目にあった公立小学校。
ここでは神戸市立神戸諏訪山小学校（こうべしりつ こうべすわやましょうがっこう）についても述べる。

## 概要
1900年（明治33年）に設立。隣接して北側の諏訪山小が男子校、南側の山手小が女子校であった。
1947年（昭和22年）4月1日の学校教育法の施行とともに、戦後の新制学校である現行の小学校に移行。
1990年（平成2年）4月、神戸市立神戸小学校と合併して神戸市立神戸諏訪山小学校となり、この後、南に隣接してあった 神戸市立山手小学校の校地を吸収した。
1996年（平成8年）4月に神戸諏訪山小学校は神戸市立北野小学校と合併し、神戸市立こうべ小学校となっている。

## 沿革

### 神戸市立諏訪山小学校
- 1900年（明治33年）4月1日 - 諏訪山尋常小学校が中山手通4丁目に開校。[1]
- 1947年（昭和22年）4月1日 - 神戸市立諏訪山小学校に改称。（男女共学）
- 1990年（平成2年）3月31日 - 当校と神戸市立神戸小学校と合併による閉校。

### 神戸市立神戸諏訪山小学校
- 1990年（平成2年）4月1日 - 合併による開校。
- 1996年（平成8年）3月31日 - 当校と神戸市立北野小学校と合併による閉校。4月1日より神戸市立こうべ小学校となる。

## 著名な出身者
- 日野原重明 - 医師
- 城内実 - 政治家、元外交官
- 河上徹太郎 - 文芸評論家、音楽評論家